# Юліус Хонка
Юліус Хонка (фін. Julius Honka; 3 грудня 1995, м. Ювяскюля, Фінляндія) — фінський хокеїст, захисник. Виступає за «Техас Старс» в Американській хокейній лізі (АХЛ).
Вихованець хокейної школи ХК «Діскос». Виступав за ЮІП-20 (Ювяскюля), «Свіфт-Каррент Бронкос» (ЗХЛ).
У складі молодіжної збірної Фінляндії учасник чемпіонатів світу 2014 і 2015. У складі юніорської збірної Фінляндії учасник чемпіонату світу 2013.
Досягнення
- Переможець молодіжного чемпіонату світу (2014)
- Бронзовий призер юніорського чемпіонату світу (2013).